# Burnhaupt-le-Haut
Burnhaupt-le-Haut é uma comuna francesa na região administrativa de Grande Leste, no departamento Alto Reno. Estende-se por uma área de 12,51 km². Em 2010 a comuna tinha 1 821 habitantes (densidade: 145,6 hab./km²).